# Ophiostomella rostellata
Ophiostomella rostellata är en svampart som först beskrevs av Grove, och fick sitt nu gällande namn av Petr. & Syd. 1925. Ophiostomella rostellata ingår i släktet Ophiostomella, ordningen Sordariales, klassen Sordariomycetes, divisionen sporsäcksvampar och riket svampar.   Inga underarter finns listade i Catalogue of Life.